# 勒梅雷维卢瓦
勒梅雷维卢瓦（法語：Le Mérévillois，法語發音：[lə meʁevilwa]）是法国埃松省的一个市镇，属于埃唐普区。该市镇于2019年由原市镇梅雷维尔和埃斯图什合并而成。

## 地理
勒梅雷维卢瓦（48°18'54"N, 2°5'11"E）面积32.97 平方千米，位于法国法蘭西島大區埃松省，该省份为法国北部内陆省份，北起上塞纳省和马恩河谷省，西接厄尔-卢瓦省和伊夫林省，南至卢瓦雷省，东临塞纳-马恩省。
与勒梅雷维卢瓦接壤的市镇（或旧市镇、城区）包括：莫内尔维尔、萨克拉、吉莱尔瓦勒、圣西尔拉里维耶尔、阿朗库尔、帕讷西耶尔、塞迈斯、瑞讷河畔欧特吕、昂热维尔。
勒梅雷维卢瓦的时区为UTC+01:00、UTC+02:00（夏令时）。

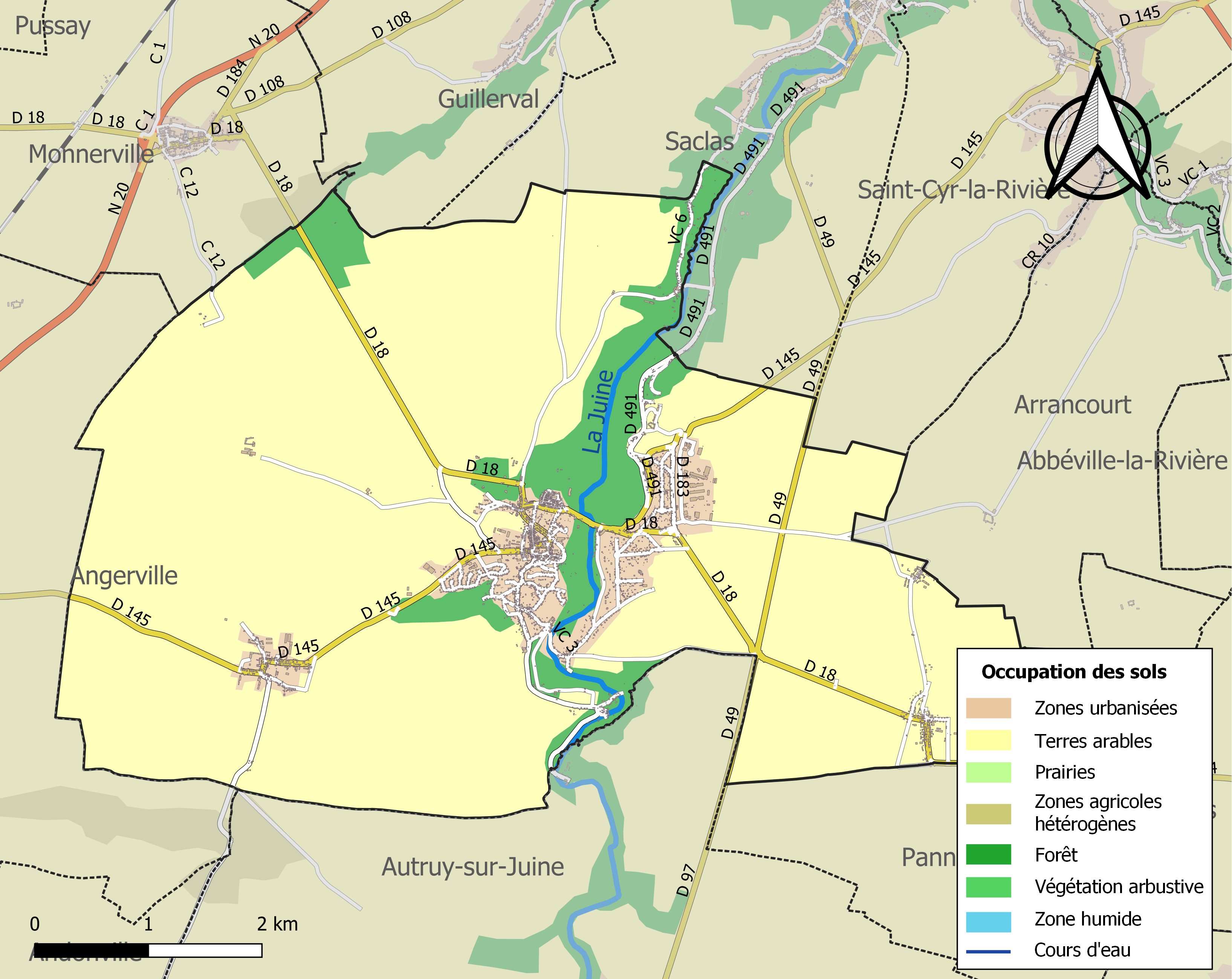
勒梅雷维卢瓦的OSM定位图

## 行政
勒梅雷维卢瓦的邮政编码为91660，INSEE市镇编码为91390。

## 政治
勒梅雷维卢瓦所属的省级选区为埃唐普县。

## 人口
勒梅雷维卢瓦于2022年1月1日时的人口数量为3420人。